# Bundesverband Deutscher Pflanzenzüchter
Der Bundesverband Deutscher Pflanzenzüchter (BDP) ist die berufsständische Interessenvertretung der privaten Pflanzenzuchtbetriebe in Deutschland mit Sitz in Bonn. Der Verband ging aus der Saatgutabteilung der Deutschen Landwirtschafts-Gesellschaft (DLG) hervor, welche die Interessen der Pflanzenzüchter bis 1907 vertrat.
Der BDP ist eine private Organisation, welche die Interessen von etwa 130 zumeist mittelständischen Saatzucht-Unternehmen – seit 1990 einschließlich der privaten ostdeutschen Saatzuchten – vertritt. Rund 100 Unternehmen sind in der Züchtung landwirtschaftlicher Nutzpflanzen tätig, dazu kommen weitere 30 gartenbauliche Pflanzenzuchtbetriebe, die vorwiegend Züchtung bei Gemüse- und Zierpflanzen betreiben.
Neben vielen kleineren Unternehmen sind auch etliche große Konzerne der Saatgutindustrie Mitglieder beim BDP, unter anderem Bayer CropScience AG, DLF-Trifolium, KWS Saat, Maribo, Monsanto Agrar Deutschland GmbH, Syngenta Cereals und Syngenta Seeds GmbH.
Die privaten deutschen Pflanzenzuchtbetriebe treten untereinander als Wettbewerber auf, in Grundsatzfragen besteht jedoch ein Konsens, den der Verband nach innen wie nach außen vertritt. Zu seinen wichtigsten Aufgaben gehört die Ausgestaltung von Rahmenbedingungen des Saatgutvertriebs, die Verfahrensrichtlinien zur Eintragung in die Sortenliste und ganz besonders der Sortenschutz für Pflanzenneuzüchtungen.
Zu den weiteren Aufgaben des BDP gehören weiterhin:
- Meinungsbildung unter den Pflanzenzuchtbetrieben
- Schutz geistigen Eigentums
- Förderung neuer Technologien in der Züchtung
- Organisation von Forschung und Sortenentwicklung
- Interessenvertretung der Pflanzenzuchtbetriebe durch intensiven Kontakt zu Politik (Bundestag, Bundesministerien), Behörden (zum Beispiel Bundessortenamt) und Wirtschaft (Landwirtschaft, Handel, Saatgutproduktionsunternehmen) sowie spezifischen Interessenverbänden
- Presse- und Öffentlichkeitsarbeit